# Jean Juventin
Jean Juventin   (Papeete, 9 de març de 1928 - Faaa, 28 de maig de 2019) va ser un polític de la Polinèsia Francesa. Treballà com a mestre i el 1965 participà en la fundació del moviment autonomista Here ai’a, del que en serà cap a la mort de John Teariki el 1982. A les eleccions legislatives franceses de 1978 i 1981 fou elegit diputat dins la Unió per a la Democràcia Francesa, i a les eleccions legislatives de 1993 dins les files del Reagrupament per la República.
També fou president de l'Assemblea de la Polinèsia Francesa, amb algunes interrupcions, entre 1988 i 1994, i a les eleccions territorials de 1991 formà part de la llista Unió Polinèsia. Entre 1977 i 1993 també fou alcalde de Papeete.